# Hallucinate
Singles de Dua Lipa
Break My Heart
(2020) Un día (One Day)
(2020)
Clip vidéo
[vidéo] « Hallucinate », sur YouTube
Hallucinate est une chanson de la chanteuse anglaise Dua Lipa parue sur son deuxième album Future Nostalgia. Elle est sortie le 10 juillet 2020 en tant que quatrième single de l'album,.

## Composition
Hallucinate est une chanson beach pop (en), disco-house, psychédélique et synth-pop,,, tirant l'influence de la musique électronique et la musique des années 2000. Elle est composée en si bémol mineur avec un tempo de 122 battements par minute.

## Sortie et promotion
Hallucinate est sorti le 27 mars 2020 en tant que septième morceau du deuxième album studio de Dua Lipa, Future Nostalgia. En avril 2020, Dua Lipa confirme que l'album recevrait un quatrième single. Le 3 juillet 2020, Dua Lipa annonce que Hallucinate a été choisi comme prochain single et révèle sa pochette et sa date de sortie une semaine plus tard. La chanson a reçu un clip-paroles le 9 avril 2020. Le disc-jockey Ben Howell a créé le clip en mélangeant l'habillage de la BBC News dans le clip.
À la sortie de l'album Future Nostalgia, Hallucinate est devenu un non-single de l'album à succès en Europe, entrant dans les hit-parades officiels en Espagne, en Grèce, en Hongrie, en Italie, en Lituanie, au Portugal et en Slovaquie. La chanson s'est également classée dans le palmarès streaming britannique atteignant la 48e place et dans le classement néo-zélandais Hot Singles elle atteint la 7e place. Au Royaume-Uni, Hallucinate a été le non-single le plus diffusé de l'album en nombre de flux.

## Crédits
Crédits adaptés depuis Tidal.
- Dua Lipa – écriture, voix
- SG Lewis (en) – production, écriture, batterie, guitare, claviers, programmation de synthétiseur
- Sophie Frances Cooke (en) – écriture, chœurs, arrangement de cordes synthétisées
- Stuart Price – production, programmation de batterie, claviers, mixage
- Lauren D'Elia – production vocale
- Chris Gehringer (en) – mastérisation

## Classements et certifications

### Classements hebdomadaires
| Classement (2020)                   | Meilleure position |
| ----------------------------------- | ------------------ |
| Argentine (Hot 100)                 | 80                 |
| Australie (Radiomonitor Airplay)    | 38                 |
| Belgique (Flandre Ultratip 100)     | Tip                |
| Brésil (Top 100 Brasil)             | 98                 |
| Bulgarie (Prophon)                  | 3                  |
| Croatie (HRT)                       | 11                 |
| Écosse (OCC)                        | 7                  |
| Espagne (PROMUSICAE)                | 73                 |
| Europe (Euro Digital Songs)         | 16                 |
| Global Excl. U.S. (Billboard)       | 159                |
| Grèce (IFPI)                        | 80                 |
| Hongrie (Rádiós Top 40)             | 7                  |
| Hongrie (Dance Top 40)              | 39                 |
| Hongrie (Single Top 40)             | 28                 |
| Irlande (Irish Singles Chart)       | 40                 |
| Italie (FIMI)                       | 99                 |
| Lettonie (Latvijas Top 40)          | 35                 |
| Lituanie (AGATA)                    | 35                 |
| Mexique (Mexico Airplay)            | 22                 |
| Mexique (Mexico Inglés Airplay)     | 12                 |
| Nouvelle-Zélande (RMNZ Hot Singles) | 5                  |
| Pays-Bas (Nederlandse Top 40)       | 20                 |
| Pays-Bas (Single Top 100)           | 55                 |
| Pays-Bas (Airplay Top 40)           | 15                 |
| Portugal (AFP)                      | 89                 |
| Royaume-Uni (UK Singles Chart)      | 31                 |
| Slovaquie (IFPI Rádio)              | 79                 |
| Slovaquie (IFPI Singles Digitál)    | 67                 |
| Slovénie (SloTop50)                 | 31                 |
| Venezuela (Record Report Anglo)     | 1                  |

### Certifications
| Pays                                                                       | Certification | Ventes   |
| -------------------------------------------------------------------------- | ------------- | -------- |
| Brésil (PMB)                                                               | Or            | 20 000‡  |
| Pologne (ZPAV)                                                             | Or            | 10 000*  |
| Royaume-Uni (BPI)                                                          | Argent        | 200 000‡ |
| xNon précisé par la certification ‡ventes/streaming selon la certification |               |          |

## Historique de sortie
| Pays   | Date            | Note                                       | Format                       | Label  | Réf.   |
| ------ | --------------- | ------------------------------------------ | ---------------------------- | ------ | ------ |
| Divers | 27 mars 2020    | Dans l'album Future Nostalgia.             | - Téléchargement - streaming | Warner | [ 44 ] |
| Divers | 10 juillet 2020 | En tant que 4e single de Future Nostalgia. | - Téléchargement - streaming | Warner | [ 2 ]  |